# Wings of Fame
Wings of Fame és una pel·lícula neerlandesa, amb guió anglès, englobada en el gènere de fantasia i comèdia (estrenada en el Regne Unit el 26 d'abril de 1991). Va ser dirigida per Otakar Votocek i protagonitzada per Peter O'Toole, Colin Firth, Marie Trintignant, Andréa Ferréol i Robert Stephens. El guió va ser escrit per l'escriptor holandès Herman Koch.

## Argument
Després que un escriptor poc conegut assassinés a un famós actor (Cesar Valentin) per fer plagi d'un llibre seu, apareixen en una illa on es transcendeix la vida terrenal. En aquesta peculiar illa on els protagonistes es retroben, s'oferirà una estada amb luxes i comoditats en funció de la fama que cadascun va obtenint al món dels vius. L'escriptor, Brian Smith, a més d'establir un breu romanç amb una cantant que sembla no recordar el seu passat (Bianca), anirà coneixent a més celebritats i intentarà descobrir si hi ha alguna manera d'escapar d'aquest lloc ple de despotisme.

## Repartiment
- Peter O'Toole com Cesar Valentin
- Colin Firth com Brian Smith
- Marie Trintignant com Bianca
- Andréa Ferréol com Theresa
- Robert Stephens com Merrick
- Ellen Umlauf com Aristida
- Maria Becker com Dr. Frisch
- Walter Gotell com Recepcionista
- Gottfried John com Zlatogorski
- Michiel Romeyn com Baldesari
- Nicolas Chagrin com Delgado
- Ken Campbell com Cambrer de Cap